# Froschlurche

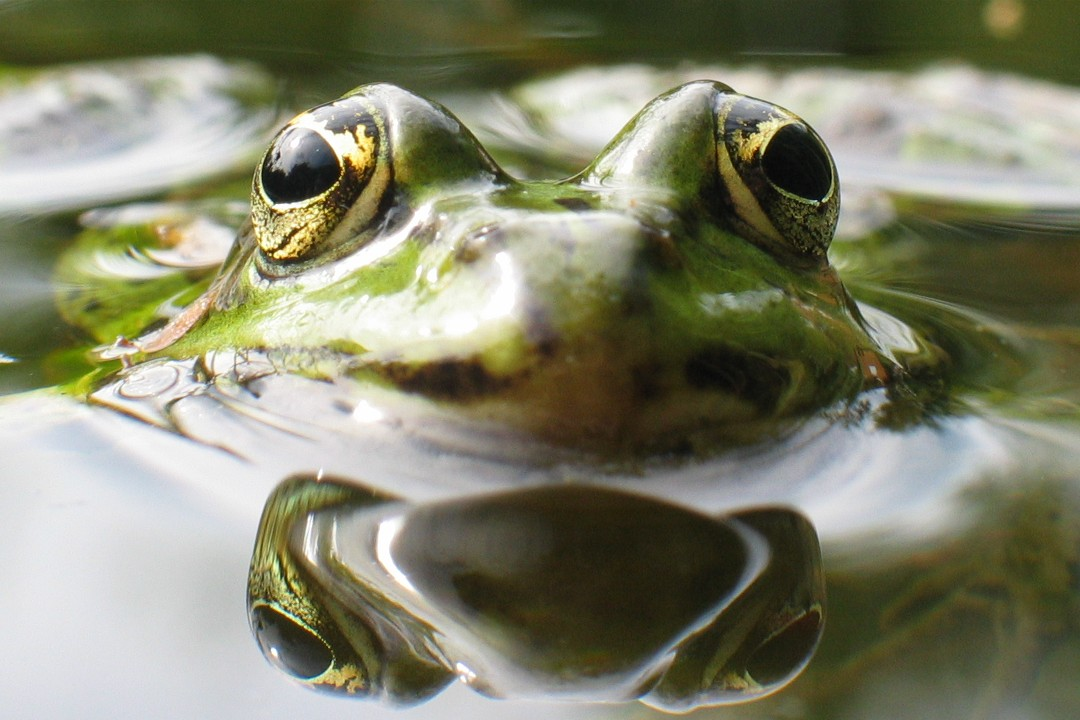
Ein Wasserfrosch (wohl Teichfrosch, Pelophylax kl. esculentus)

Die Froschlurche (Anura; auch: Salientia) sind die bei weitem artenreichste der drei rezenten Ordnungen aus der Wirbeltierklasse der Amphibien. Die anderen Ordnungen der Amphibien sind die Schwanzlurche (Caudata, Urodela) und die Schleichenlurche oder Blindwühlen (Gymnophiona).
Die meisten Froschlurche werden – ohne näheren verwandtschaftlichen Zusammenhang mit diesen – als „Frösche“ bezeichnet. Zu den Froschlurchen zählen außerdem Kröten und Unken.

## Frösche, Kröten, Unken
Die Bezeichnungen Frosch und Kröte sind systematisch nicht eindeutig abgegrenzt. Unter einem „Frosch“ wird landläufig ein relativ schlanker, agiler Froschlurch mit eher glatter und feuchter Haut sowie kräftigen Sprungbeinen verstanden. Beispiel: die Gattung Rana (Echte Frösche). Dagegen gilt eine „Kröte“ allgemein als plump und gedrungen gebaut. Ihre Haut ist eher trocken und „warzig“. Die vergleichsweise kurzen Hinterbeine dienen nur zu kurzen Hüpfern und zum Laufen auf allen vieren. Beispiel: die Gattung Bufo (Echte Kröten). In der Realität verschwimmen diese Abgrenzungsmerkmale häufig und lassen sich in der Taxonomie der Amphibien nicht bestätigen.
Eindeutiger sind die Unken abzugrenzen und systematisch zuzuordnen: Eine Unke ist ein stammesgeschichtlich urtümlicher, kleiner Froschlurch mit einem abgeflachten Körper, warziger Oberseite und grell-bunt (gelb oder rot) marmorierter Bauchseite. Unken bilden die Gattung Bombina.

## Merkmale
Im Gegensatz zu den Schwanzlurchen weisen die Froschlurche nur während der Larvenphase im Wasser einen Schwanz auf. Mit der Metamorphose zum Landtier wird dieser zurückgebildet. Je nach Ausprägung der Hinterbeine, die deutlich länger als die vorderen Extremitäten sind, bewegen sich Froschlurche laufend, hüpfend oder weit springend vorwärts. Einige können sehr gut klettern; andere graben sich im Boden ein oder leben ständig im Wasser.
Der Knochenbau ist wie bei allen Amphibien teilweise reduziert. So besitzen sie, bis auf wenige Arten der Unterordnung Archaeobatrachia, keine Rippen. Der Schultergürtel der Froschlurche ist im Gegensatz zu den Schwanzlurchen verknöchert und mit einem Schlüsselbein ausgestattet. Die Hüftregion ist besonders stabil gebaut und weist auffallend weit hinten positionierte Gliedmaßenansätze auf, um für die enorme Hebel- und Schubwirkung beim Springen geeignet zu sein.
Die Haut kann glatt oder warzig sein. Sie ist von Schleimdrüsen durchsetzt, die die Oberfläche feucht halten und eine Hautatmung ermöglichen. Viele Arten weisen zudem Körperdrüsen auf, die ein giftiges Schutz- und Wehrsekret produzieren. Pigmentzellen sind für eine vielfältige Färbung und Zeichnung verantwortlich.
Die größte Art ist mit einer Kopf-Rumpf-Länge von belegten 33 und vermuteten 35 bis 40 Zentimetern der seltene westafrikanische Goliathfrosch (Conraua goliath). Mehrere „miniaturisierte“ Arten erreichen dagegen ausgewachsen kaum einen Zentimeter Größe, wie die brasilianische Sattelkröte Brachycephalus didactylus, das kubanische Monte-Iberia-Fröschchen (Eleutherodactylus iberia), der madagassische Engmaulfrosch Stumpffia pygmaea oder der Seychellenfrosch Sechellophryne gardineri, die auch zu den weltweit kleinsten Landwirbeltieren überhaupt zählen.

## Fortpflanzung und Individualentwicklung

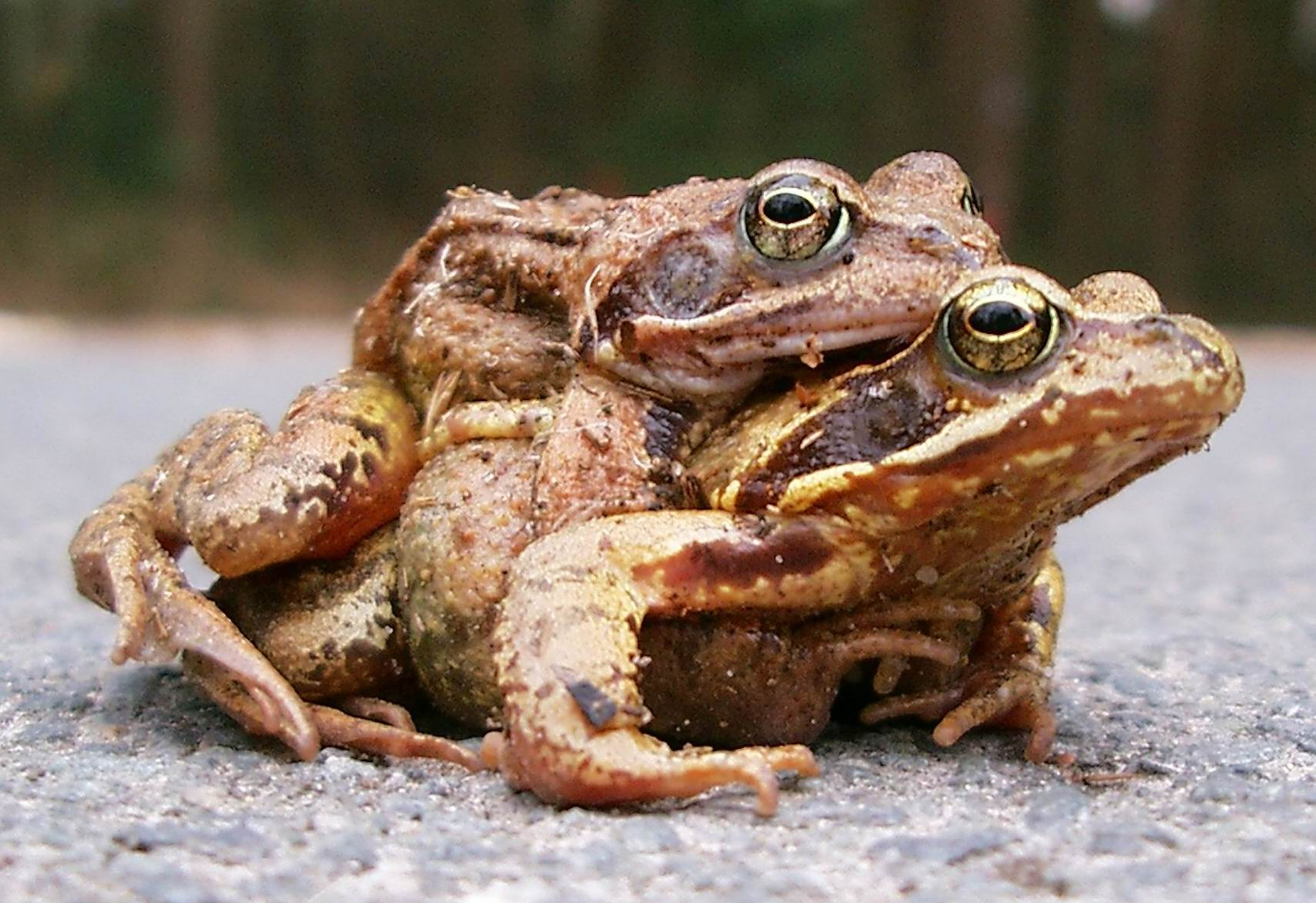
Amplexus beim Grasfrosch

Froschlaich-Entwicklung

Die meisten Froschlurche suchen zur Vermehrung ein Gewässer auf, um dort Laich abzulegen; es gibt allerdings auch Arten mit direkter Larvenentwicklung innerhalb der an Land abgelegten Eier (Terrarana) und mindestens eine lebendgebärende Art (Limnonectes larvaepartus). Die Männchen verfügen oft über Schallblasen, um Paarungsrufe zu erzeugen. Der Laich wird über die Kloake des Weibchens in Form von Klumpen, Schnüren oder als Einzeleier ins Wasser – manchmal aber auch auf Blätter über dem Wasser oder auf den Waldboden – abgegeben und dabei vom im Amplexus befindlichen Männchen äußerlich besamt (vgl. dagegen Schwanzlurche). Nach mehreren Tagen hat sich aus dem Embryo eine Kaulquappe entwickelt.
Zunächst sind die Kiemen noch außen liegend, später werden sie von einer Hautfalte bedeckt. Nach mehreren Wochen Larvalentwicklung, während der sich die Kaulquappe von Pflanzen, organischem Material, Kleinsttieren und Aas, bei einigen Baumsteigerfröschen auch von arteigenem, unbefruchtetem Laich ernährt, erscheint bei dem Tier zuerst ein hinteres Beinpaar. Die Vorderbeine werden erst einige Tage später äußerlich sichtbar.
Nach zumeist mehreren Monaten Wasseraufenthalt stellt sich die eigentliche Metamorphose zum Landtier ein, wobei sich unter anderem die Kiemen zurückbilden. Die Atmung erfolgt nun über eine einfach gebaute Lunge sowie die sich stark verändernde Haut. Verdauungs- und Nervensystem sowie weitere Organe werden innerhalb kurzer Zeit völlig umgebildet. Äußerlich weicht die eher fischartige Gestalt den Formen eines Frosches oder einer Kröte (Näheres siehe unter Kaulquappe). Am Schluss der Umwandlung wird der Ruderschwanz allmählich resorbiert.
Je nach Art dauert es unterschiedlich lange, meist ein bis drei Jahre, ehe das Tier geschlechtsreif wird und selbst am Fortpflanzungsgeschehen teilnimmt.

## Ernährung
Metamorphosierte Tiere ernähren sich ausschließlich carnivor, in der Regel von lebenden Insekten, Gliedertieren, Weichtieren und Spinnen.

## Verbreitung
Froschlurche kommen auf allen Kontinenten, mit Ausnahme von Antarktika, und vielen Inseln von den kalt-gemäßigten bis in die tropischen Zonen vor. Die biogeografische Region der Holarktis ist vergleichsweise artenarm; Schwerpunkte der Artenvielfalt liegen insbesondere in den Subtropen und Tropen der neuweltlichen Neotropis (Mittel- und Südamerika) und altweltlichen Paläotropis (Südostasien, Afrika südlich der Sahara).

## Taxonomie
Derzeit werden je nach Übersicht 56 bzw. 58 rezente Familien mit rund 7680 Arten unterschieden – die Artenzahl ändert sich laufend, vor allem wegen neuer Erkenntnisse aus der phylogenetischen Forschung zur Systematik sowie aufgrund ständiger Neuentdeckungen insbesondere von tropischen Fröschen, die bisher unbekannt waren. Die formenreichste Familie bilden die Laubfrösche (Hylidae) mit über 1000 Arten.
(Sortierung innerhalb desselben Ranges alphabetisch nach wissenschaftlichen Namen)

### „Urtümliche Froschlurche“
- Unterordnung Archaeobatrachia

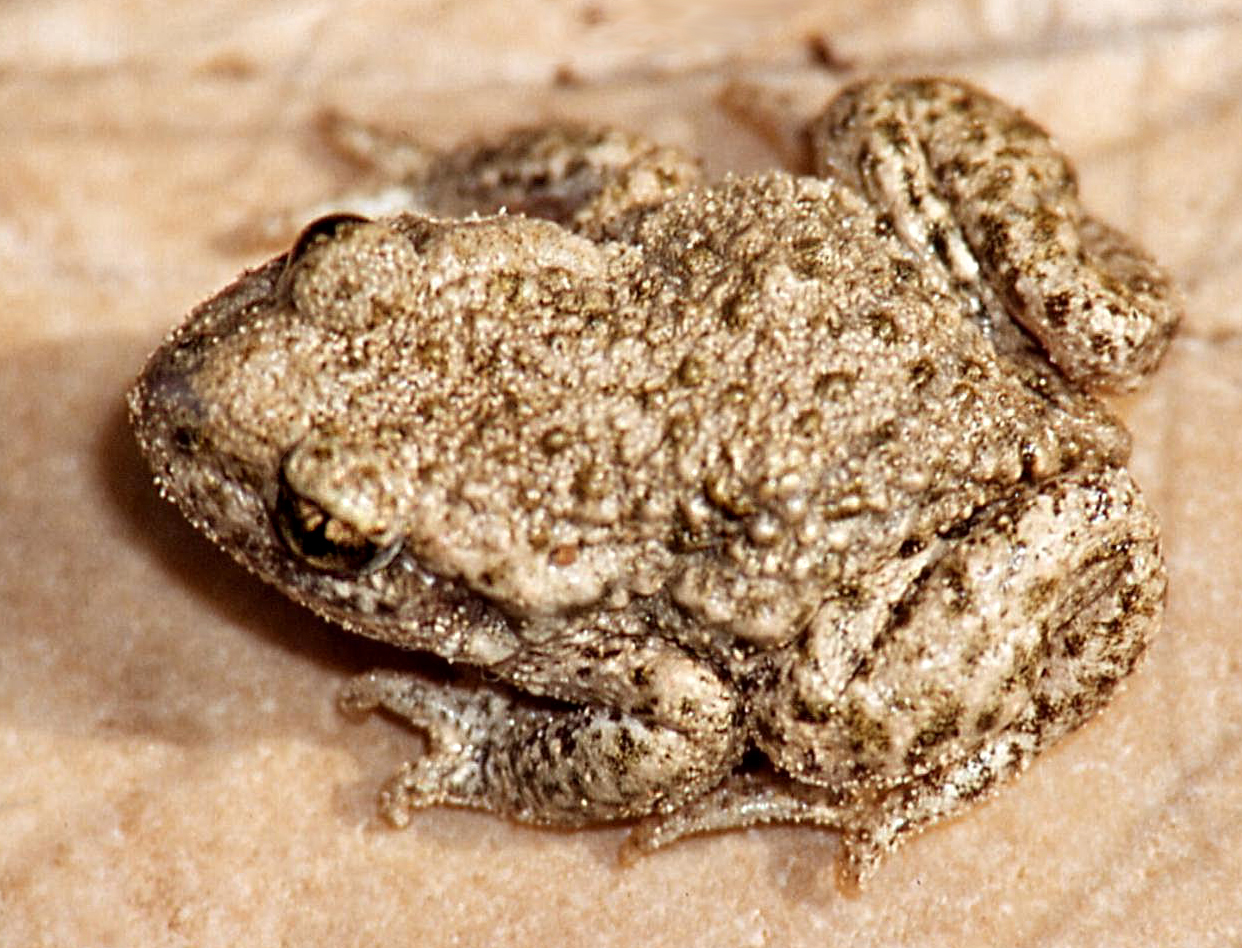
Gemeine Geburtshelferkröte (Alytes obstetricans)

  - Familie Schwanzfrösche (Ascaphidae), (2 Arten)
  - Familie Neuseeländische Urfrösche (Leiopelmatidae), (3 Arten)
  - Familie Unken und Barbourfrösche (Bombinatoridae), (9 Arten)
  - Familie Geburtshelferkröten (Alytidae), (12 Arten)

### „Mittlere Froschlurche“

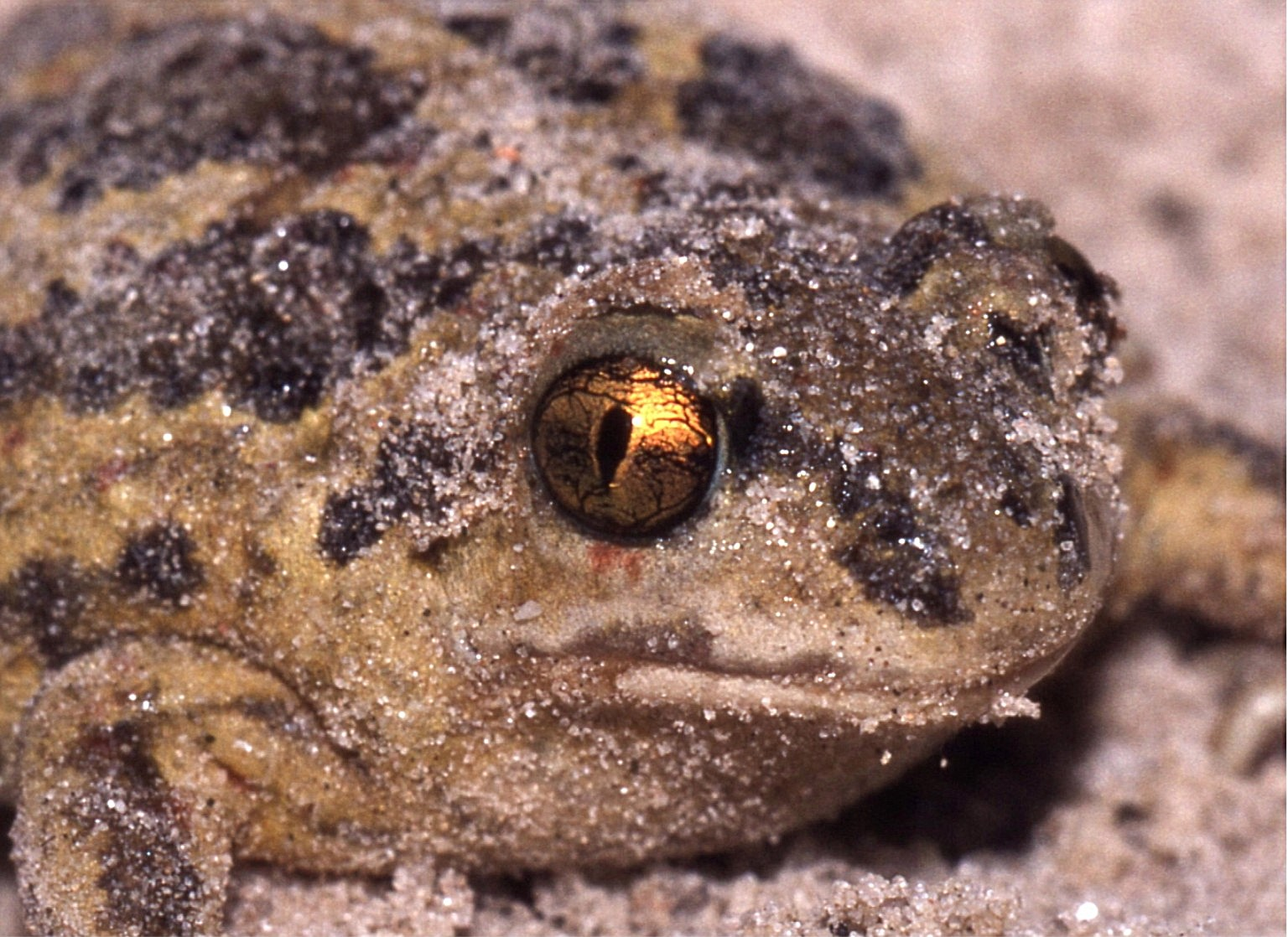
Knoblauchkröte (Pelobates fuscus)

- Unterordnung Mesobatrachia (s. auch: Krötenfrösche)
  - Familie Asiatische Krötenfrösche (Megophryidae), (323 Arten)
    - Unterfamilie Leptobrachiinae, (189 Arten)
    - Unterfamilie Megophryinae, (134 Arten)

  - Familie Europäische Schaufelfußkröten (Pelobatidae), (6 Arten)
  - Familie Schlammtaucher (Pelodytidae), (4 Arten)
  - Familie Zungenlose (Pipidae), (41 Arten)
    - Unterfamilie Dactylethrinae, (34 Arten)
    - Unterfamilie Pipinae, (7 Arten)

  - Familie Nasenkröten (Rhinophrynidae), (1 Art)
  - Familie Amerikanische Schaufelfußkröten (Scaphiopodidae), (7 Arten)

### „Moderne Froschlurche“
- Unterordnung Neobatrachia

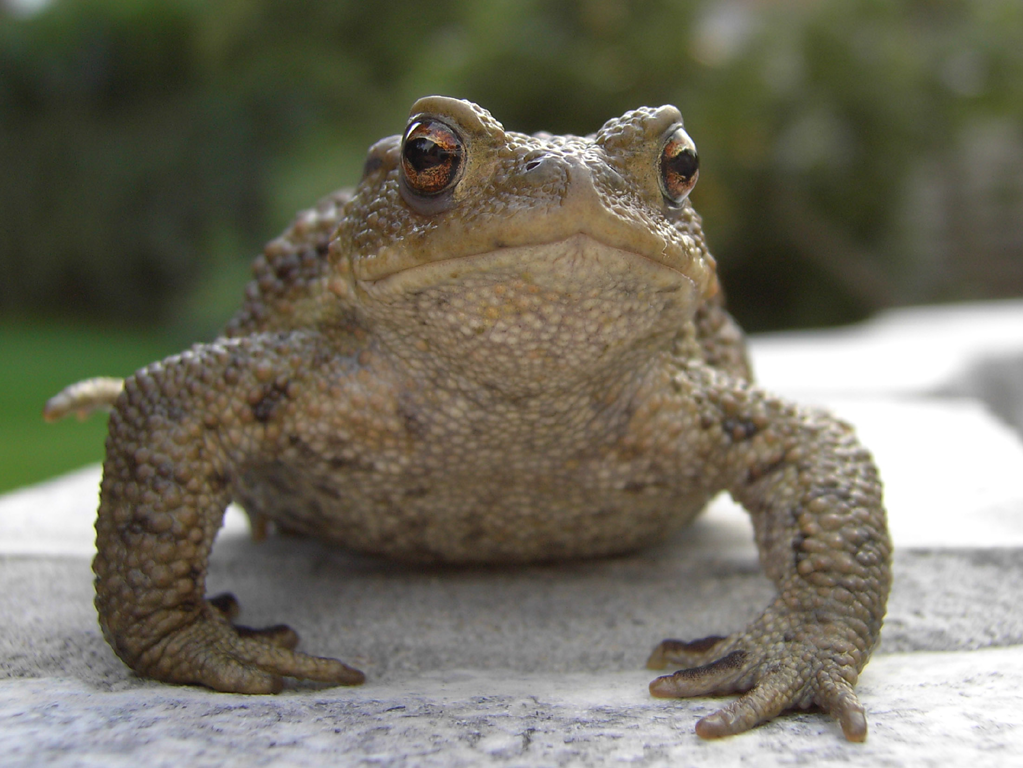
Erdkröte (Bufo bufo)

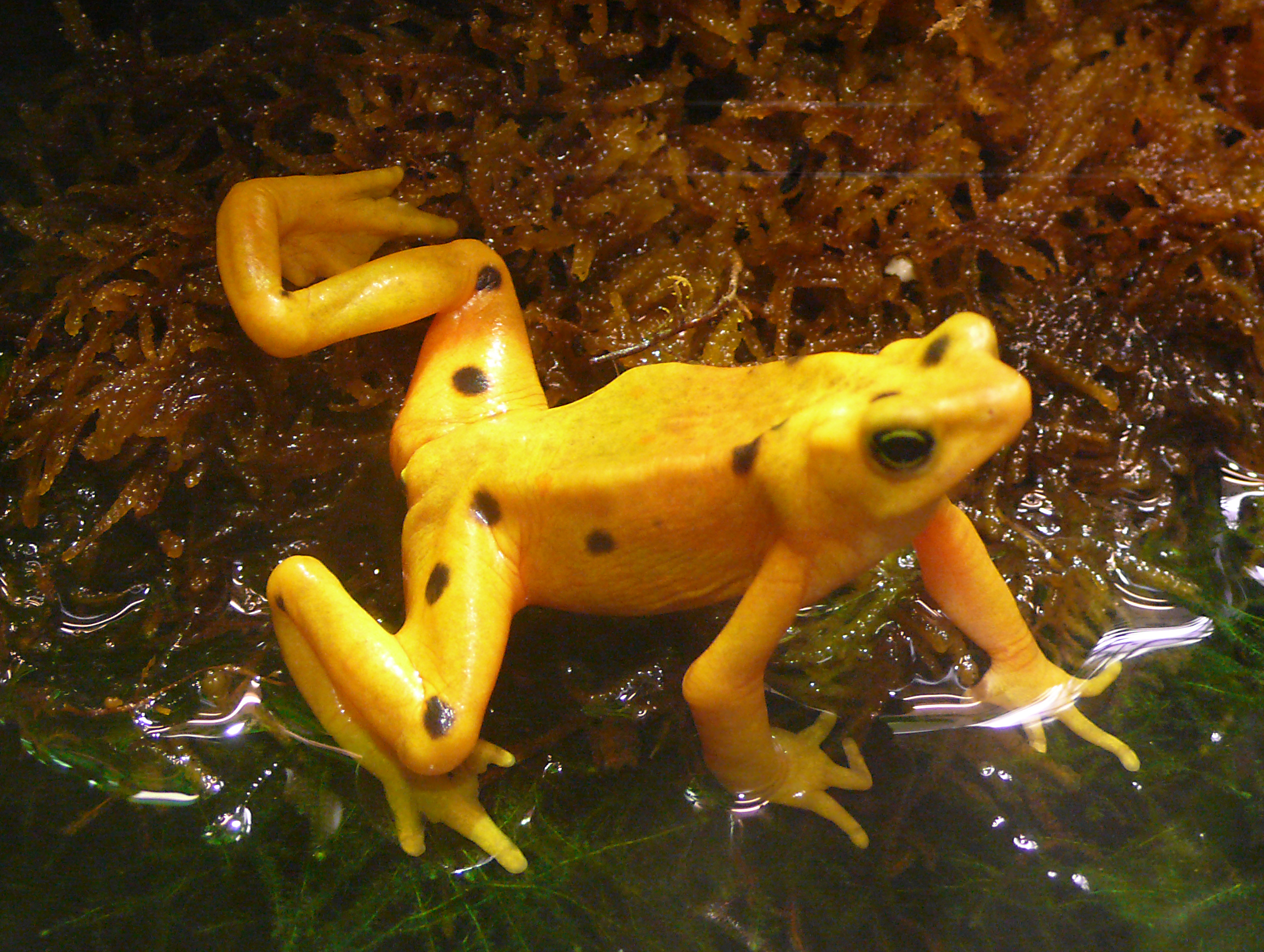
Panama-Stummelfußfrosch (Atelopus zeteki)

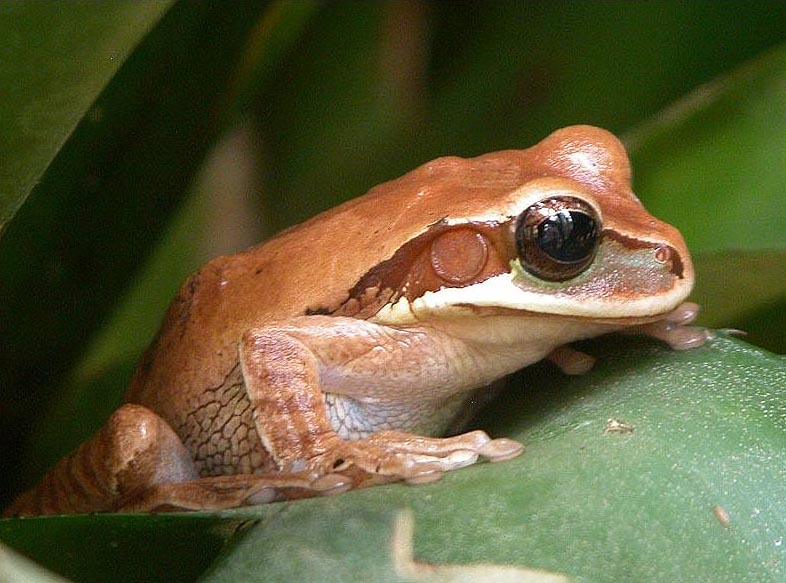
Masken-Laubfrosch (Smilisca phaeota)

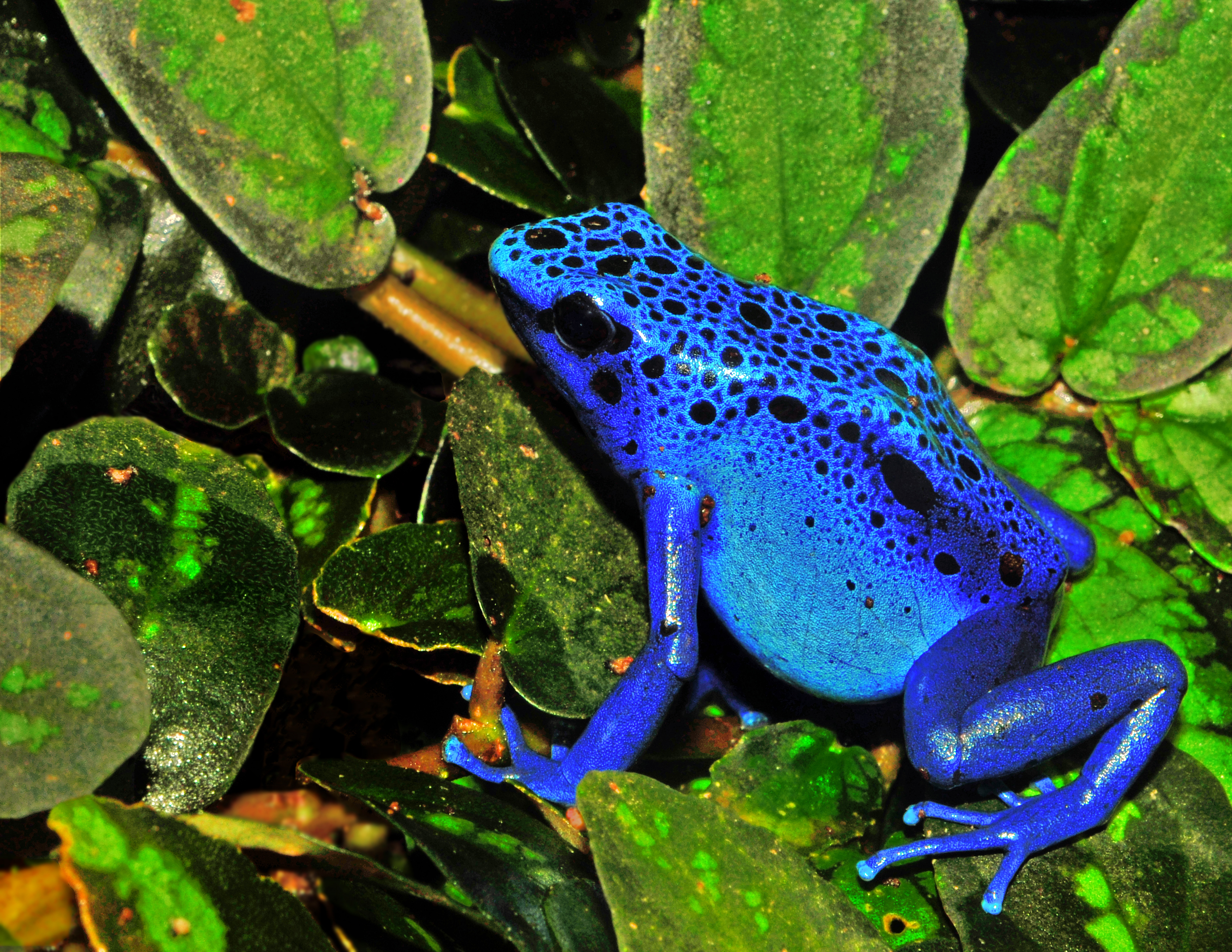
Färberfrosch, Farbvariante Blauer Baumsteiger (Dendrobates tinctorius)

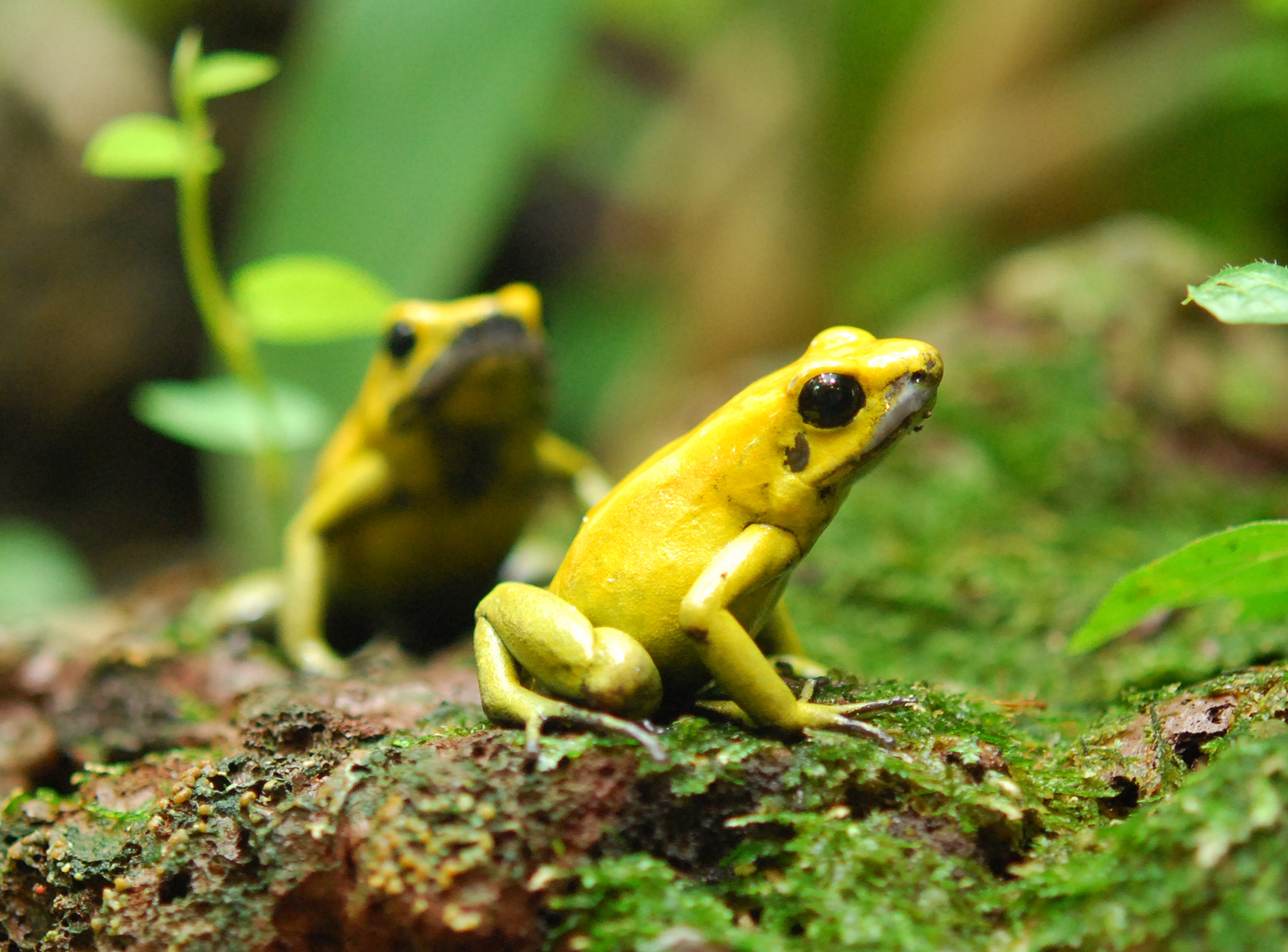
Schrecklicher Pfeilgiftfrosch (Phyllobates terribilis)

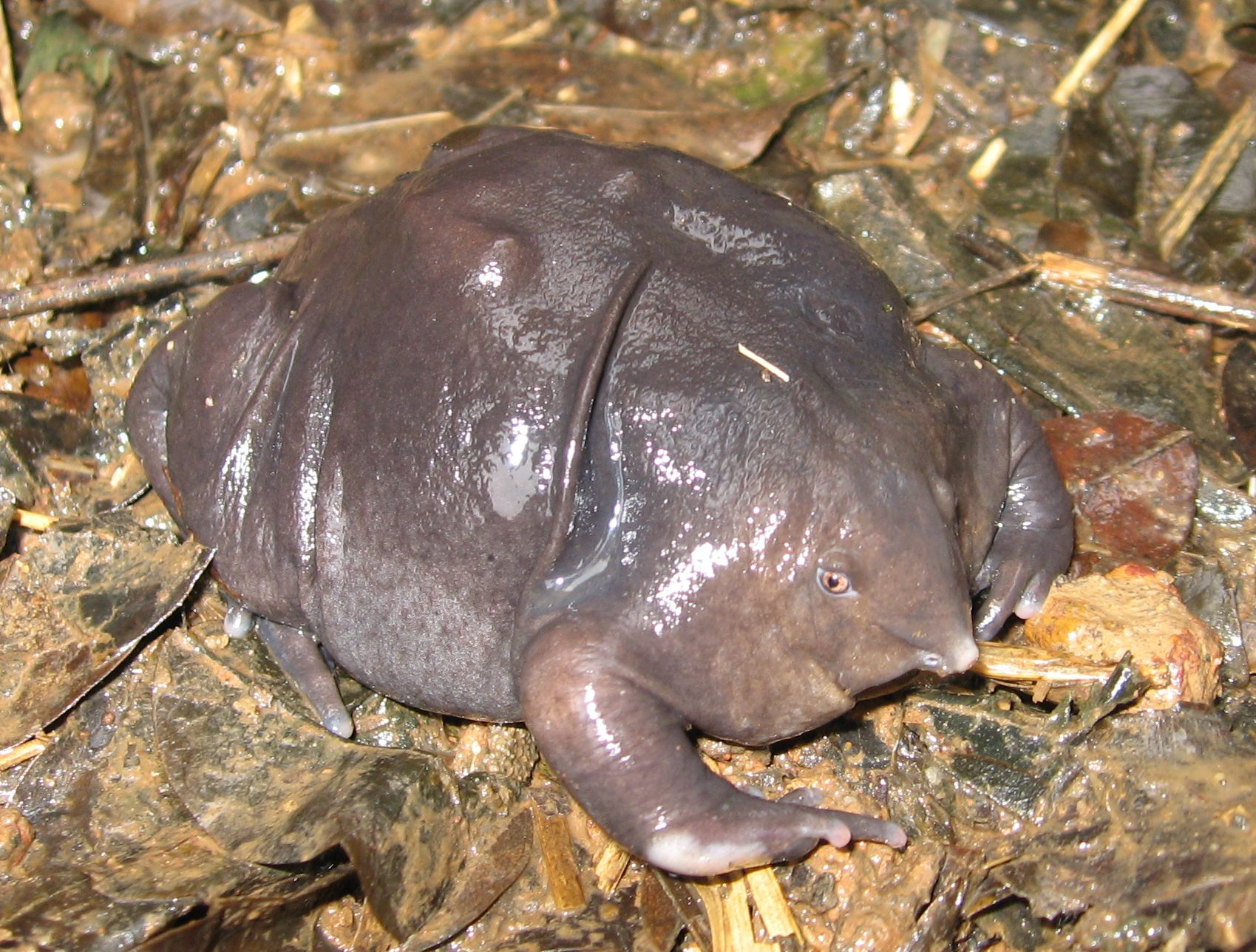
Nasikabatrachus sahyadrensis

  - Familie Blattkrötchen (Allophrynidae), 3 Arten
  - Familie Alsodidae, 30 Arten
  - Familie Langfingerfrösche (Arthroleptidae), 153 Arten
    - Unterfamilie Arthroleptinae, 67 Arten
    - Unterfamilie Astylosterninae, 30 Arten
    - Unterfamilie Waldsteigerfrösche (Leptopelinae), 56 Arten

  - Familie Batrachylidae, 12 Arten
  - Überfamilie Brachycephaloidea, 1262 Arten
    - Familie Sattelkröten (Brachycephalidae), 80 Arten
    - Familie Caligophrynidae, 1 Art
    - Familie Ceuthomantidae, 4 Arten
    - Familie Craugastoridae, 129 Arten
    - Familie Eleutherodactylidae, 241 Arten
      - Unterfamilie Eleutherodactylinae, 227 Arten
      - Unterfamilie Phyzelaphryninae, 14 Arten

    - Familie Neblinaphrynidae, 1 Art
    - Familie Strabomantidae, 802 Arten
      - Unterfamilie Holoadeninae, 73 Arten
      - Unterfamilie Hypodactylinae, 15 Arten
      - Unterfamilie Pristimantinae, 698 Arten
      - Unterfamilie Strabomantinae, 16 Arten

  - Familie Kurzkopffrösche (Brevicipitidae), 37 Arten
  - Familie Kröten (Bufonidae), 652 Arten
  - Familie Calyptocephalellidae, 5 Arten
  - Familie Glasfrösche (Centrolenidae), 164 Arten
    - Unterfamilie Centroleninae, 125 Arten
    - Unterfamilie Hyalinobatrachinae, 37 Arten

  - Familie Ceratobatrachidae, 103 Arten
    - Unterfamilie Alcalinae, 6 Arten
    - Unterfamilie Ceratobatrachinae, 90 Arten
    - Unterfamilie Liuraninae, 7 Arten

  - Familie Ceratophryidae, 12 Arten
  - Familie Conrauidae, 8 Arten
  - Familie Cycloramphidae, 37 Arten
  - Überfamilie Dendrobatoidea, 342 Arten
    - Familie Aromobatidae, 137 Arten
      - Unterfamilie Allobatinae, 63 Arten
      - Unterfamilie Anomaloglossinae, 34 Arten
      - Unterfamilie Aromobatinae, 39 Arten

    - Familie Baumsteigerfrösche (Dendrobatidae), 205 Arten
      - Unterfamilie Colostethinae, 68 Arten
      - Unterfamilie Dendrobatinae, 62 Arten
      - Unterfamilie Hyloxalinae, 74 Arten

  - Familie Dicroglossidae, 220 Arten
    - Unterfamilie Dicroglossinae, 200 Arten
    - Unterfamilie Occidozyginae, 20 Arten

  - Familie Ericabatrachidae, 1 Art
  - Familie Gespenstfrösche (Heleophrynidae), 7 Arten
  - Familie Hemiphractidae, 121 Arten
  - Familie Hemisotidae, 9 Arten
  - Familie Laubfrösche (Hylidae), 1055 Arten
    - Unterfamilie Hylinae, 751 Arten
    - Unterfamilie Australische Laubfrösche (Pelodryadinae), 237 Arten
    - Unterfamilie Greiffrösche (Phyllomedusinae), 67 Arten

  - Familie Hylodidae, 48 Arten
  - Familie Riedfrösche (Hyperoliidae), 226 Arten
    - Unterfamilie Acanthixalinae, 2 Arten
    - Unterfamilie Hyperoliinae, 198 Arten
    - Unterfamilie Kassininae, 23 Arten

  - Familie Pfeiffrösche (Leptodactylidae), 237 Arten
    - Unterfamilie Leiuperinae, 102 Arten
    - Unterfamilie Leptodactylinae, 118 Arten
    - Unterfamilie Paratelmatobiinae, 16 Arten

  - Familie Madagaskarfrösche (Mantellidae), 274 Arten
    - Unterfamilie Boophinae, 80 Arten
    - Unterfamilie Laliostominae, 7 Arten
    - Unterfamilie Mantellinae, 187 Arten

  - Familie Tanzfrösche (Micrixalidae), 24 Arten
  - Familie Engmaulfrösche (Microhylidae), 746 Arten
    - Unterfamilie Adelastinae, 1 Art
    - Unterfamilie Papua-Engmaulfrösche (Asterophryinae), 365 Arten
    - Unterfamilie Madagaskar-Engmaulfrösche (Cophylinae), 115 Arten
    - Unterfamilie Tomatenfrösche (Dyscophinae), 3 Arten
    - Unterfamilie Gastrophryninae, 80 Arten
    - Unterfamilie Hoplophryninae, 3 Arten
    - Unterfamilie Kalophryninae, 27 Arten
    - Unterfamilie Melanobatrachinae, 1 Art
    - Unterfamilie Microhylinae, 120 Arten
    - Unterfamilie Otophryninae, 13 Arten
    - Unterfamilie Wendehalsfrösche (Phrynomerinae), 6 Arten
    - Unterfamilie Scaphiophryninae, 12 Arten

  - Überfamilie Australische Südfrösche (Myobatrachoidea), 136 Arten
    - Familie Limnodynastidae, 44 Arten
    - Familie Myobatrachidae, 92 Arten

  - Familie Nasikabatrachidae, 2 Arten
  - Familie Nyctibatrachidae, 37 Arten
    - Unterfamilie Astrobatrachinae, 1 Art
    - Unterfamilie Lankanectinae, 2 Arten
    - Unterfamilie Nyctibatrachinae, 34 Arten

  - Familie Odontobatrachidae, 5 Arten
  - Familie Odontophrynidae, 55 Arten
  - Familie Petropedetidae, 13 Arten
  - Familie Phrynobatrachidae, 96 Arten
  - Familie Ptychadenidae, 63 Arten
  - Familie Afrikanische Ochsenfrösche (Pyxicephalidae), 83 Arten
    - Unterfamilie Cacosterninae, 77 Arten
    - Unterfamilie Pyxicephalinae, 6 Arten

  - Familie Echte Frösche (Ranidae), 459 Arten
  - Familie Ranixalidae, 18 Arten
  - Familie Ruderfrösche (Rhacophoridae), 455 Arten
    - Unterfamilie Buergeriinae, 6 Arten
    - Unterfamilie Rhacophorinae, 449 Arten

  - Familie Nasenfrösche (Rhinodermatidae), 3 Arten
  - Familie Seychellenfrösche (Sooglossidae), 4 Arten
  - Familie Telmatobiidae, 61 Arten

Eine Auflistung europäischer Arten ist in der Liste europäischer Amphibien zu finden.

## Stammesgeschichte

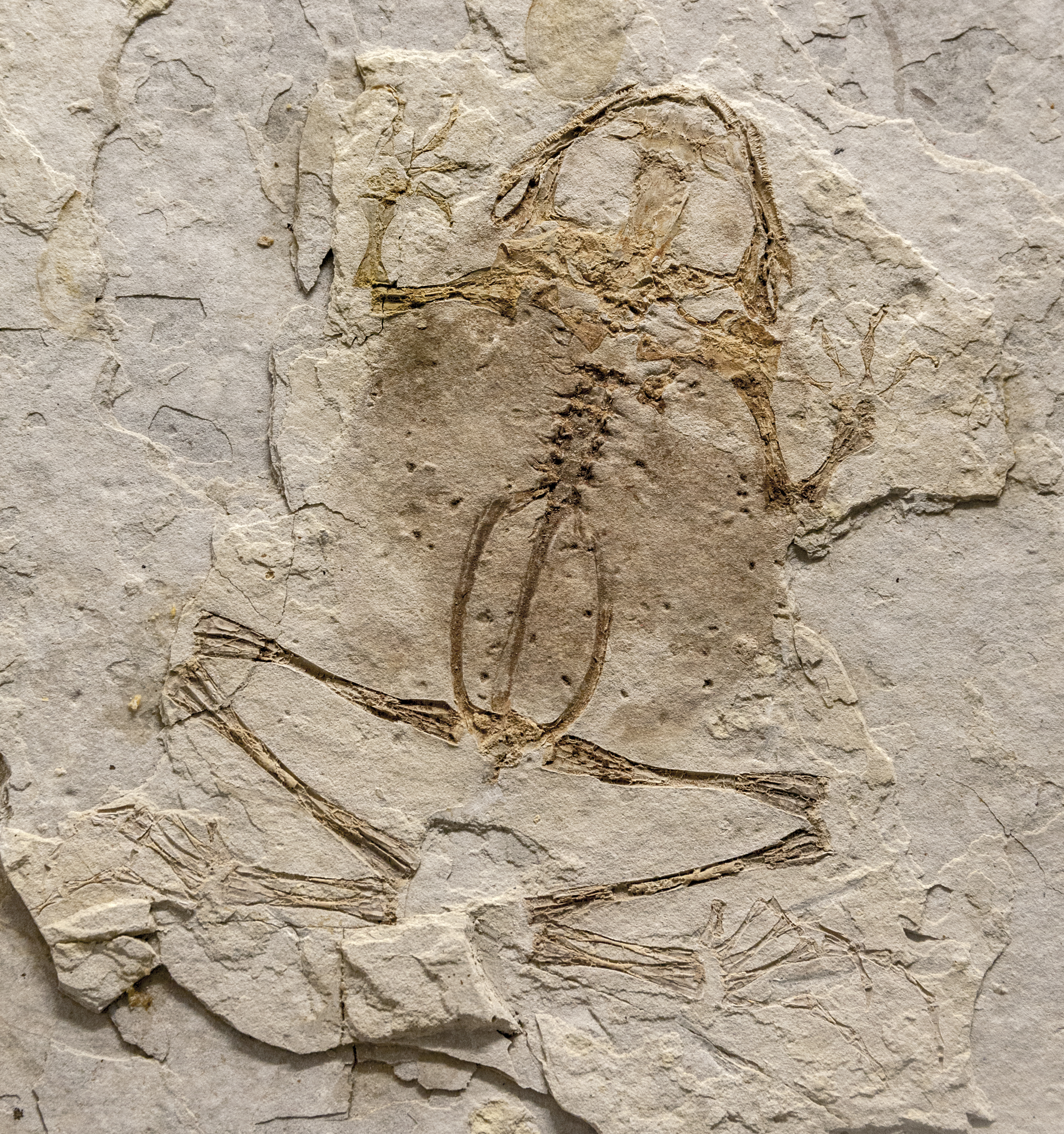
Genibatrachus baoshanensis aus der Unterkreide von China.

Der stammesgeschichtliche Ursprung der Froschlurche und der anderen modernen Amphibien (Lissamphibia) ist noch nicht mit absoluter Sicherheit geklärt. Meist wird angenommen, dass er in der Gruppe der Temnospondyli zu suchen ist. Gerobatrachus, ein unterpermischer Temnospondyle aus der Familie der Amphibamidae, zeigt eine Mischung von Frosch- und Schwanzlurchmerkmalen („Mosaikform“) und könnte dem gemeinsamen Vorfahren von Frosch- und Schwanzlurchen nahestehen. Czatkobatrachus aus dem Untertrias von Polen und Triadobatrachus aus Madagaskar zeigen schon deutliche Froschmerkmale. Beide werden zu den Salientia gezählt, eine Überordnung der Amphibien, zu der die modernen Froschlurche und ursprüngliche fossile Formen gehören. Einige der rezenten Froschfamilien können anhand von Fossilfunden bis in den Jura und die Kreidezeit zurückverfolgt werden.

## Mensch und Froschlurche
Das Museum von Estavayer-le-Lac im Kanton Freiburg in der Schweiz ist wegen seiner Sammlung von präparierten Fröschen als Froschmuseum bekannt. Im Kanton Basel-Landschaft besteht zudem das Froschmuseum (Münchenstein).

### Umwelteinflüsse
Weich-PVC kann Phthalatweichmacher, Antioxidantien, Wärmestabilisatoren (unterstützen die Formgebung) wie beispielsweise Organozinnstabilisatoren und Flammschutzmittel (beispielsweise Antimontrioxid) als Zusatzstoffe enthalten (siehe dazu Folienteich#Polyvinylchlorid (PVC)). Die nicht chemisch gebundenen Weichmacher, die „bis zu über 50 % der Gesamtmasse“ ausmachen können, werden leicht aus einer Teichfolie herausgelöst und migrieren dann in die Umwelt. Phthalate, Bisphenol A und die enthaltenen Organozinnverbindungen gelten als endokrin (hormonell) wirksam, derartige Substanzen beeinflussen die Fortpflanzungs- und Überlebensrate von Amphibien und sogar das Rufverhalten von Fröschen „und zwar so spezifisch, dass alle Substanzen nach ihren Wirkmechanismen klassifiziert und in umweltrelevanten Konzentrationen nachgewiesen werden konnten.“.